# Christina Ricci
Christina Ricci (Santa Monica, Kalifornia, 1980. február 12. –) olasz származású amerikai színésznő, filmproducer.
Tízévesen debütált a Sellők (1990) című vígjáték-drámában, majd Wednesday Addams szerepében vált világhírűvé az Addams Family – A galád család (1991) és az Addams Family 2. – Egy kicsivel galádabb a család (1993) című komédiában. A Casper (1995), valamint a Tegnap és ma (1995) című ifjúsági filmek tovább erősítették a róla kialakult „tinisztár” képet. Tizenhét évesen felnőttnek szóló szerepek felé fordult, feltűnt a Jégvihar (1997), majd 1998-ban a Buffalo '66, avagy megbokrosodott teendők, a Nem ér a nemem!, a Félelem és reszketés Las Vegasban és a Kuki című filmekben. Alakítása Az Álmosvölgy legendája (1999) és A rém (2003) című filmekben kivívta a filmkritikusok elismerését. A 2000-es évektől A Prozac népe (2001), a Tökfej (2002), a Csak az a szex (2003), A lánc (2006) és a Speed Racer – Totál turbó (2008) című filmekben is láthatták a nézők.
Televíziós szereplései közé tartozik az Ally McBeal utolsó évada (2002), A Grace klinika (2006) és a Pan Am (2011–2012) című sorozat. A The Lizzie Borden Chronicles (2015) és a Z: The Beginning of Everything (2017) című sorozatokat főszereplőként és producerként is jegyzi. A  szinkronszínészként is aktív Ricci több animációs filmben és videójátékban kölcsönözte hangját.

## Fiatalkora és családja
A kaliforniai Santa Monicában született, a család negyedik és egyben legfiatalabb gyermekeként. Testvérei: Rafael (*1971), Dante (*1974), és Pia (*1976). Édesanyja, Sarah Murdoch korábban a Ford Modeling Agency elnevezésű modellügynökségnél dolgozott, majd ingatlanközvetítő lett. Apja, Ralph Ricci élete során testnevelő tanárként, ügyvédként, drogtanácsadóként és pszichoterapeutaként is aktív 
volt.
A család a New Jersey állambeli Montclairbe költözött, ahol Christina az Edgemont Elementary School általános iskolába járt. Középiskolai tanulmányait a Glenfield Middle School, a Montclair High School és a Morristown-Beard School tanintézményekben végezte el. Ezután a New York-i Professional Children's School főiskolai előkészítő iskolába járt. Szülei különköltöztek, amikor Christina kamasz volt. Későbbi interjúiban gyakran kendőzetlenül beszélt gyermekkoráról, főként szülei válásáról és apjával való viharos kapcsolatáról.

## Pályafutása
Pályáját gyerekszínészként kezdte hatéves korában reklámfilmekben szerepelt. Majd 1990-ben a Sellőkben Cher legfiatalabb lányát alakította és szerepelt a film zenéjének videóklipjében is a The Shoop Shoop Songban is. A következő évben Wednesday Addamset játszotta az Addams Family – A galád családban és annak folytatásában az Addams Family 2. – Egy kicsivel galádabb a családban is.
Ezt követően népszerűsége emelkedett, a Casperban nyújtott alakítása vegyes kritikát kapott, de nagy sikert aratott a jegypénztáraknál, mivel az év hetedik legnagyobb bevételt hozó filmje lett.
1997-től felnőtt szerepeket játszott, az első ilyen a kritikusok által elismert Ang Lee rendezte Jégvihar, amelyben a bajba jutott, szexuálisan kíváncsi Wendy Hoodot alakította.
A 2009-ben megjelent After Life című filmben az általa alakított fiatal nő (Anna Taylor) élet és halál közti átmeneti állapotba kerül, és kétségbeesett harcot folytat, hogy megakadályozza, hogy a temetkezési vállalkozó élve eltemesse.

## Filmográfia

### Film
| Év   | Magyar cím                                        | Eredeti cím                               | Szerep                                  | Magyar hang         |
| ---- | ------------------------------------------------- | ----------------------------------------- | --------------------------------------- | ------------------- |
| 1990 | Sellők                                            | Mermaids                                  | Kate Flax                               | Vadász Bea          |
| 1991 | Jobb ma egy zsaru, mint holnap kettő              | The Hard Way                              | Bonnie                                  | Vicsek Eszter       |
| 1991 | Addams Family – A galád család                    | The Addams Family                         | Wednesday Addams                        | Csondor Kata        |
| 1993 | Özvegyek klubja                                   | The Cemetery Club                         | Jessica                                 |                     |
| 1993 | Addams Family 2. – Egy kicsivel galádabb a család | Addams Family Values                      | Wednesday Addams                        | Vadász Bea          |
| 1995 | Casper                                            | Casper                                    | Kat                                     | Dögei Éva           |
| 1995 | Tegnap és ma                                      | Now and Then                              | Roberta Martin fiatalon                 | Szénási Kata        |
| 1995 |                                                   | Gold Diggers: The Secret of Bear Mountain | Beth Easton                             |                     |
| 1996 |                                                   | Bastard out of Carolina                   | Dee Dee                                 |                     |
| 1996 | Az utolsó nagy király                             | The Last of High Kings                    | Erin                                    |                     |
| 1997 |                                                   | Little Red Riding Hood (rövidfilm)        | Piroska                                 |                     |
| 1997 | Fránya macska                                     | That Darn Cat                             | Patti Randall                           | Szénási Kata        |
| 1997 | Jégvihar                                          | The Ice Storm                             | Wendy "Charles" Hood                    | Mezei Kitty         |
| 1998 | Nem ér a nemem!                                   | The Opposite of Sex                       | Dedee Truitt                            | Madarász Éva        |
| 1998 | Buffalo '66, avagy megbokrosodott teendők         | Buffalo '66                               | Layla                                   | Kiss Virág          |
| 1998 | Félelem és reszketés Las Vegasban                 | Fear and Loathing in Las Vegas            | Lucy                                    | Majsai-Nyilas Tünde |
| 1998 | Chipkatonák                                       | Small Soldiers                            | Gwendy Doll (hangja)                    |                     |
| 1998 | Kuki                                              | Pecker                                    | Shelley                                 | Solecki Janka       |
| 1998 | Korán keltem aznap, amikor meghaltam              | I Woke Up Early the Day I Died            | tizenéves prostituált                   |                     |
| 1998 | A világ legnagyobb tölcsére                       | Desert Blue                               | Ely Jackson                             |                     |
| 1999 | 200 cigaretta                                     | 200 Cigarettes                            | Val                                     | Urbán Andrea        |
| 1999 | 200 cigaretta                                     | 200 Cigarettes                            | Val                                     | Molnár Ilona        |
| 1999 |                                                   | No Vacancy                                | Lillian                                 |                     |
| 1999 | Az Álmosvölgy legendája                           | Sleepy Hollow                             | Katrina Van Tassel                      | Roatis Andrea       |
| 2000 | Áldott a gyermek                                  | Bless the Child                           | Cheri Post                              | Molnár Ilona        |
| 2000 | A síró ember                                      | The Man Who Cried                         | Suzie                                   | Majsai-Nyilas Tünde |
| 2001 | Odavagyok a pasiért                               | All Over the Guy                          | Rayna Wyckoff                           |                     |
| 2001 | A Prozac népe                                     | Prozac Nation                             | Elizabeth Wurtzel                       |                     |
| 2002 | Tökfej                                            | Pumpkin                                   | Carolyn McDuffy                         |                     |
| 2002 | Miranda                                           | Miranda                                   | Miranda                                 | Zakariás Éva        |
| 2002 | Gonosz falu                                       | The Gathering                             | Cassie Grant                            | Haffner Anikó       |
| 2003 | Csak az a szex                                    | Anything Else                             | Amanda                                  | Solecki Janka       |
| 2003 | Végzetes rajongás                                 | I Love Your Work                          | Shana                                   |                     |
| 2003 | A rém                                             | Monster                                   | Selby Wall                              | Simonyi Piroska     |
| 2005 | Vérfarkas (Az elátkozottak)                       | Cursed                                    | Ellie Hudson                            | Böhm Anita          |
| 2005 | Vérfarkas (Az elátkozottak)                       | Cursed                                    | Ellie Hudson                            | Molnár Ilona        |
| 2006 | Édes kis malackám                                 | Penelope                                  | Penelope Wilhern                        | Roatis Andrea       |
| 2006 | A lánc                                            | Black Snake Moan                          | Rae Doole                               | Zsigmond Tamara     |
| 2006 | A bátrak hazája                                   | Home of the Brave                         | Sarah Schivino                          |                     |
| 2008 | Speed Racer – Totál turbó                         | Speed Racer                               | Trixie                                  | Bogdányi Titanilla  |
| 2008 | Szeretlek, New York                               | New York, I Love You                      | Camille                                 | Gáspár Kata         |
| 2009 | Reneszánsz szerelem                               | All's Faire in Love                       | Kate                                    | Roatis Andrea       |
| 2009 | A halott túlélő                                   | After.Life                                | Anna Taylor                             | Botos Éva           |
| 2010 | Alfa és Omega                                     | Alpha and Omega                           | Lilly (hangja)                          | Stefanovics Angéla  |
| 2011 |                                                   | California Romanza '(rövidfilm)           | Lena                                    |                     |
| 2011 | Bucky Larson: Született filmcsillag               | Bucky Larson: Born to Be a Star           | Kathy McGee                             | Földes Eszter       |
| 2012 | Bel Ami – A szépfiú                               | Bel Ami                                   | Clotilde de Marelle                     | Roatis Andrea       |
| 2012 | A háború virágai                                  | Warflowers                                | Sarabeth Ellis                          | Molnár Ilona        |
| 2013 | Hupikék törpikék 2.                               | The Smurfs 2                              | Vexy (hangja)                           | Ruttkay Laura       |
| 2013 |                                                   | Around the Block                          | Dino Chalmers                           |                     |
| 2014 | Tarkavidék hőse                                   | The Hero of Color City                    | Yellow (hangja)                         |                     |
| 2016 |                                                   | Mothers and Daughters                     | Rebecca                                 |                     |
| 2017 | Tini Titánok: A Júdás szerződés                   | Teen Titans: The Judas Contract           | Terra (hangja)                          | Gáspár Kata         |
| 2018 |                                                   | Distorted                                 | Lauren Curran                           |                     |
| 2020 | 10 dolog, amit meg kell tennünk szakítás előtt    | 10 Things We Should Do Before We Break Up | Abigail                                 |                     |
| 2020 | Percy                                             | Percy                                     | Rebecca Salcau                          | Molnár Ilona        |
| 2020 |                                                   | Here After                                | Scarlett                                |                     |
| 2021 | Mátrix: Feltámadások                              | The Matrix: Resurrections                 | Gwyn de Vere                            | Bogdányi Titanilla  |
| 2022 |                                                   | Monstrous                                 | Laura                                   |                     |
| 2024 |                                                   | Child Star                                | önmaga                                  |                     |
| 2024 | Sonic, a sündisznó 3.                             | Sonic the Hedgehog 3                      | Kathleen "Kat" Harvey (archív felvétel) |                     |
| 2025 |                                                   | Guns Up                                   | Alice Hayes                             |                     |
| 2027 |                                                   | Unplugged                                 | Kit / Ivana Viktimn (hangja)            |                     |

### Televízió
| Év        | Magyar cím                   | Eredeti cím                                 | Szerep                                     | Megjegyzések                                                        |
| --------- | ---------------------------- | ------------------------------------------- | ------------------------------------------ | ------------------------------------------------------------------- |
| 1990      |                              | H.E.L.P.                                    | Olivia                                     | 1 epizód                                                            |
| 1996      | A Simpson család             | The Simpsons                                | Erin (hangja)                              | 1 epizód                                                            |
| 2002      | Egy gyilkosság története     | The Laramie Project                         | Romaine Patterson                          | HBO tévéfilm                                                        |
| 2002      | Már megint Malcolm           | Malcolm in the Middle                       | Kelly                                      | 1 epizód                                                            |
| 2002      | Ally McBeal                  | Ally McBeal                                 | Liza Bump                                  | visszatérő szereplő (7 epizód)                                      |
| 2005      | Joey                         | Joey                                        | Mary Teresa                                | 1 epizód                                                            |
| 2006      | A Grace klinika              | Grey's Anatomy                              | Hannah Davies                              | 2 epizód                                                            |
| 2009      |                              | Saving Grac                                 | Abby Charles rendőr                        | 3 epizód                                                            |
| 2011–2012 |                              | Pan Am                                      | Margaret "Maggie" Ryan                     | főszereplő (14 epizód)                                              |
| 2012      | A férjem védelmében          | The Good Wife                               | Therese Dodd                               | 1 epizód                                                            |
| 2014      | Lizzie Borden fejszét fogott | Lizzie Borden Took an Ax                    | Lizzie Borden                              | - tévéfilm - magyar hangja: - Zsigmond Tamara - Majsai-Nyilas Tünde |
| 2015      |                              | The Lizzie Borden Chronicles                | Lizzie Borden                              | főszereplő (8 epizód)                                               |
| 2017      |                              | Z: The Beginning of Everything              | Zelda Fitzgerald                           | főszereplő (10 epizód)                                              |
| 2019      | Szökés a bolondok házából    | Escaping the Madhouse: The Nellie Bly Story | Nellie Bly                                 | tévéfilm                                                            |
| 2020      |                              | 50 States of Fright                         | Bitsy                                      | 1 epizód                                                            |
| 2020      | Túlélőjátszma                | Yellowjackets                               | Misty                                      | főszereplő                                                          |
| 2021      | Rick és Morty                | Rick & Morty                                | Princess Ponietta / Kathy Ireland (hangja) | 1 epizód                                                            |
| 2022      | Wednesday                    | Wednesday                                   | Marylin Thornhill / Laurel Gates           | 10 epizód                                                           |
| 2023      |                              | Harley Quinn & The Joker: Sound Mind        | Harley Quinn                               | 10 epizód                                                           |
| 2024      | Batman: A köpenyes lovag     | Batman: Caped Crusader                      | Selena Kyle / Macskanő                     | 1 epizód                                                            |

## Fordítás
- Ez a szócikk részben vagy egészben  a   Christina Ricci című angol Wikipédia-szócikk fordításán alapul.  Az eredeti cikk szerkesztőit annak laptörténete sorolja fel. Ez a jelzés csupán a megfogalmazás eredetét és a szerzői jogokat jelzi, nem szolgál a cikkben szereplő információk forrásmegjelöléseként.